# Tabulato
Un tabulato è un foglio a stampa prodotto da un'unità di output (ad esempio, una stampante), contenente dati o elaborazioni. È disponibile in vari formati.
Il trascinamento all'interno della stampante avviene grazie a due file di fori circolari disposti ai lati di ogni foglio ed un meccanismo denominato trattore. I fogli sono disposti "a soffietto" e sono perforati in modo da poterli facilmente staccare fra di loro; ogni risma ne può contenere anche migliaia.

## Tabulati a modulo continuo
Il modulo continuo può esistere in due forme per utilizzi particolari:
- copia multipla ovvero più fogli separati da carta carbone o trattati con materiale chimico "autocopiante" in modo da potere produrre più copie con un'unica stampa ad impatto;
- prefincato, prestampato, utile laddove sia necessario produrre documenti con uno schema predefinito e solo alcune parti variabili, come bollette e fatture. Quest'ultima forma di utilizzo è ancora diffusa in alcuni ambiti.

Il modulo continuo è ancora oggi il sistema più economico per la stampa di documenti di trasporto, fatture, formulari rifiuti, registri, etc., grazie al minor costo della carta chimica e dei quasi azzerati costi dei nastri delle stampanti ad aghi (per non parlare poi del tempo che viene recuperato con l'utilizzo dei moduli in continuo).